# آنا اووینن
آنا اووینن (انگلیسی: Anna Auvinen؛ زادهٔ ۲ مارس ۱۹۸۷) بازیکن فوتبال اهل فنلاند است.
از باشگاه‌هایی که در آن بازی کرده‌است می‌توان به باشگاه فوتبال زنان اینتر میلان اشاره کرد.
وی همچنین در تیم ملی فوتبال زنان فنلاند بازی کرده‌است.